# Agostino Bertani (cacciatorpediniere)
L’Agostino Bertani (successivamente rinominato Enrico Cosenz) è stato un cacciatorpediniere della Regia Marina.

## Storia
Impostato durante la prima guerra mondiale, nel 1917, entrò in servizio solo nel 1919, a conflitto ormai concluso.
Nella notte tra il 7 e l'8 ottobre 1919 il Bertani si trovava ormeggiato al «Molo Sanità» di Trieste quando, in seguito a disordini a bordo della nave, fu “catturato” da ufficiali schieratisi a fianco del poeta Gabriele D'Annunzio nell'occupazione di Fiume (chiamati «uscocchi»), e condotto in tale città. A metà gennaio 1921, conclusasi la vicenda dell'impresa di Fiume, il Bertani rientrò a Pola, dove fu radiato e poi reiscritto nei ruoli della Regia Marina con il nuovo nominativo di Enrico Cosenz.
Il 19 febbraio 1926 il Cosenz fu speronato da un altro cacciatorpediniere, il Fratelli Cairoli: si trattò della prima di ben quattro collisioni di cui l'unità fu protagonista nel corso della sua vita operativa.
Nel 1929 la nave fu declassata a torpediniera.
Il 10 giugno 1940 la Cosenz faceva parte della VII Squadriglia Cacciatorpediniere di base a Brindisi, che formava insieme alle gemelle Medici, Bassini e Fabrizi.
Durante il secondo conflitto mondiale la nave fu adibita a compiti di scorta dapprima sulle rotte nordafricane e successivamente in Mar Tirreno.
A fine settembre 1940 la Cosenz stava scortando un piroscafo di circa 700 tsl nel bacino orientale del Mediterraneo, quando il trasporto fu silurato da un sommergibile: la Cosenz reagì con un lancio di bombe di profondità che sembrò aver avuto successo, in quanto il sommergibile fu visto affiorare abbattuto su un fianco ed affondare (così si ritenne a bordo della nave italiana), tanto che il fatto fu segnalato nel bollettino ufficiale e riportato anche dalla Domenica del Corriere; tuttavia non esistono conferme da parte britannica circa questo presunto affondamento.
Tra l'11 ed il 12 ottobre 1940 scortò da Tripoli a Napoli la motonave Col di Lana.
Dopo il 1940 l'unità fu sottoposta a lavori di modifica che videro la rimozione di due cannoni da 102 mm, la sostituzione dei pezzi da 76 mm con 6 mitragliere da 20 mm e l'eliminazione di due tubi lanciasiluri da 450 mm.
Il 9 aprile 1941 salpò da Napoli per scortare a Tripoli, insieme al cacciatorpediniere Dardo ed alle torpediniere Clio e Papa, le motonavi Andrea Gritti, Sebastiano Venier, Rialto, Birmania e Barbarigo; il convoglio giunse a Tripoli senza problemi il giorno 11.
Alle 5.30 del 21 novembre dello stesso anno salpò da Napoli per scortare in Libia insieme al cacciatorpediniere da Recco, nell'ambito di un'operazione di traffico, la moderna motonave Monginevro e la grossa nave cisterna Iridio Mantovani; l'operazione tuttavia fallì in seguito al siluramento e grave danneggiamento degli incrociatori Trieste e Duca degli Abruzzi (parte della scorta indiretta).
Alle 4.50 del 21 gennaio 1942 la Cosenz, in arrivo a Trapani, ebbe una collisione con il rimorchiatore/dragamine ausiliario G 76 America.
Appena un mese più tardi, il 22 febbraio, la torpediniera fu protagonista di un'altra collisione: intorno alle nove di sera speronò nello stretto di Messina il piroscafo Luisa, carico di carbone, che affondò in una ventina di minuti.
Meno di due settimane dopo la proclamazione dell'armistizio, il 25 settembre 1943, la Cosenz rimase danneggiata, nelle acque di Lagosta, da una collisione con il piroscafo Ulisse.
Il 27 settembre la torpediniera fu ulteriormente danneggiata da aerei tedeschi; nel corso della stessa giornata l'equipaggio, per evitarne la cattura, autoaffondò la propria nave al largo di Lagosta.